# A szenvedés képei
A szenvedés képei (Regarding the Pain of Others) Susan Sontag 2003-ban megjelent esszéje. Ez volt az utolsó megjelent könyve 2004-ben bekövetkezett halála előtt. 

## A könyről
A könyvet A fényképezésről (1977) című esszékötetének folytatásának tekintette, és a korábban kifejtett nézetei közül néhányat újraértékelt.A kötet legfőképp a háborús fotográfiával foglalkozik. A fényképezést véleményének alátámasztására használva Sontag Virginia Woolf Három adomány (1938) című művében feltett három kérdés egyikére keresi a választ: „Ön szerint hogyan lehet megelőzni a háborút?”.
Miközben megkérdőjelez bizonyos számú, a fájdalom, a borzalom és az atrocitás képeivel kapcsolatos általános elképzelést (köztük olyanokat is, amelyekhez ő maga is hozzájárult), A szenvedés képei egyszerre hangsúlyozza ezek fontosságát és cáfolja azt a reményt, hogy nagyon sokat tudnak közölni. Egyrészt a narratíva és a keretezés adja a képek jelentésének nagy részét, másrészt pedig, mondja Sontag, azok, akik nem éltek át ilyen dolgokat, „nem érthetik, nem tudják elképzelni” az ilyen képek által bemutatott élményeket.

## Magyar kiadás
- Susan, Sontag. A szenvedés képei ford.: Komáromy Rudolf:. Budapest: Európa Könyvkiadó, 144. o. (2004). ISBN 9630776316